# Krupski
Krupski är en gammal adelsätt från Storfurstendömet Litauen, Rzeczpospolita, Ryska imperiet. Namnet har slaviskt ursprung. Ätten använder fem heraldiska vapen: polska: Lewart, polska: Lew II (Lew Krupski), polska: Korczak, polska: Topacz, polska: Szeliga.

## Krupski (manliga versionen av namnet)
- Andrej Kurbskij (1528-1588) var en rysk furste (Rurikdynastin), författare och statsman. Han registrerades i handlingarna[1] med namnet Krupski[2]. Han och hans ättlingar använde familjvapnet Leopardus (Leo II) polska: Lewart[3]. Hans ättlingar bor i Ukraina och Vitryssland och är ortodoxa katoliker.

## Krupska (kvinnliga versionen av namnet)
- Nadezjda Krupskaja (1869-1939) - Doctor of Education.